# Phil Schiller

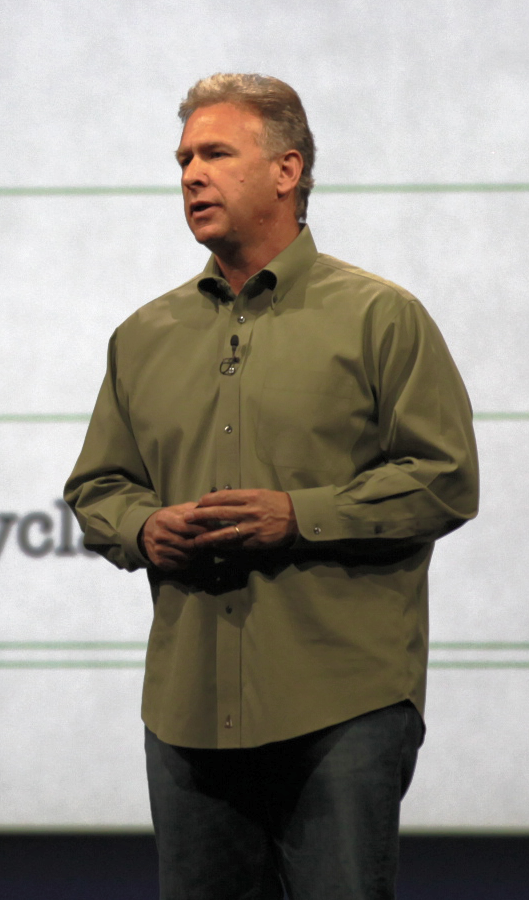
Phil Schiller

Philip W. Schiller, som kallas Phil Schiller, arbetar åt Apple Inc och har titeln senior vice president of worldwide marketing och är medlem i bolagets ledning.
Phil Schiller kom till Apple i april 1997 efter flera års arbete åt bland annat Macromedia och har sedan dess fungerat som en form av assistent som rapporterar till bolagets VD som först var Steve Jobs och därefter Tim Cook. Schiller har sedan slutet av 1990-talet även assisterat vid bolagets produktlanseringar som har letts av Steve Jobs (till sommaren 2011) och sedan hösten 2011 av Tim Cook.